# Víctor Vila i Giró
Víctor Vila i Giró (Badalona, 27 d'octubre de 1943-Barcelona, 13 de novembre de 2020) empresari i polític català, diputat al Parlament de Catalunya.
Va treballar com a gerent d'una empresa tèxtil. Militant de Convergència Democràtica de Catalunya (CDC), en va ser president de la Federació de Barcelona Ciutat (1989-1995) i del Comitè Executiu Nacional de 1989 a 1996.
Fou elegit diputat per Convergència i Unió a les eleccions al Parlament de Catalunya de 1992 i 1995. Ha estat, entre d'altres, membre de la Comissió de la Sindicatura de Comptes del Parlament de Catalunya. Posteriorment va ser director de la Fundació Fòrum Barcelona.